# Эш-Шелифф (вилайет)
Эш-Шели́фф, ранее — Эль-Асна́м (араб. ولاية الشلف‎) — вилайет на севере Алжира.
Административный центр вилайета — город Эш-Шелифф (ранее — Эль-Аснам). Второй крупный населённый пункт провинции — Тенес.

## Географическое положение
Вилайет Эш-Шелифф расположен на побережье Средиземного моря в горах Атлас.
Своё название вилайет и её административный центр получили по названию реки Шелифф.
Эш-Шелифф граничит с вилайетами Типаза и  Айн-Дефла на востоке, Гализан и Эль-Уэд на юге, Мостаганем на западе.

## Административное деление
Вилайет разделен на 13 округов и 35 коммун.

Коммуны вилайет Эш-Шелифф.

| №  | Округ                                      | Число коммун |
| -- | ------------------------------------------ | ------------ |
| 1  | Эш-Шелифф (Chlef)                          | 3            |
| 2  | Абу-эль-Хассан (Abou El Hassan)            | 3            |
| 3  | Эль-Каримия (El Karimia)                   | 3            |
| 4  | Бени-Хауа (Beni Haoua)                     | 3            |
| 5  | Улед-Фарес (Ouled Fares)                   | 3            |
| 6  | Эль-Марса (El Marsa)                       | 2            |
| 7  | Таугрите (Taougrite)                       | 2            |
| 8  | Уед-Фодда (Oued Fodda)                     | 3            |
| 9  | Тенес (Ténès)                              | 3            |
| 10 | Улед-Бен-Абделкадер (Ouled Ben Abdelkader) | 2            |
| 11 | Аин-Амране (Ain-Amrane)                    | 2            |
| 12 | Букадир (Boukadir)                         | 3            |
| 13 | Зеббуджа (Zebboudja)                       | 3            |